# أيت عباس (الجزائر)
أيت عباس قرية من قرى بلدية واسيف (آث واسيف بالقبائلية)، في ولاية تيزي وزو.